# Frottis sanguin

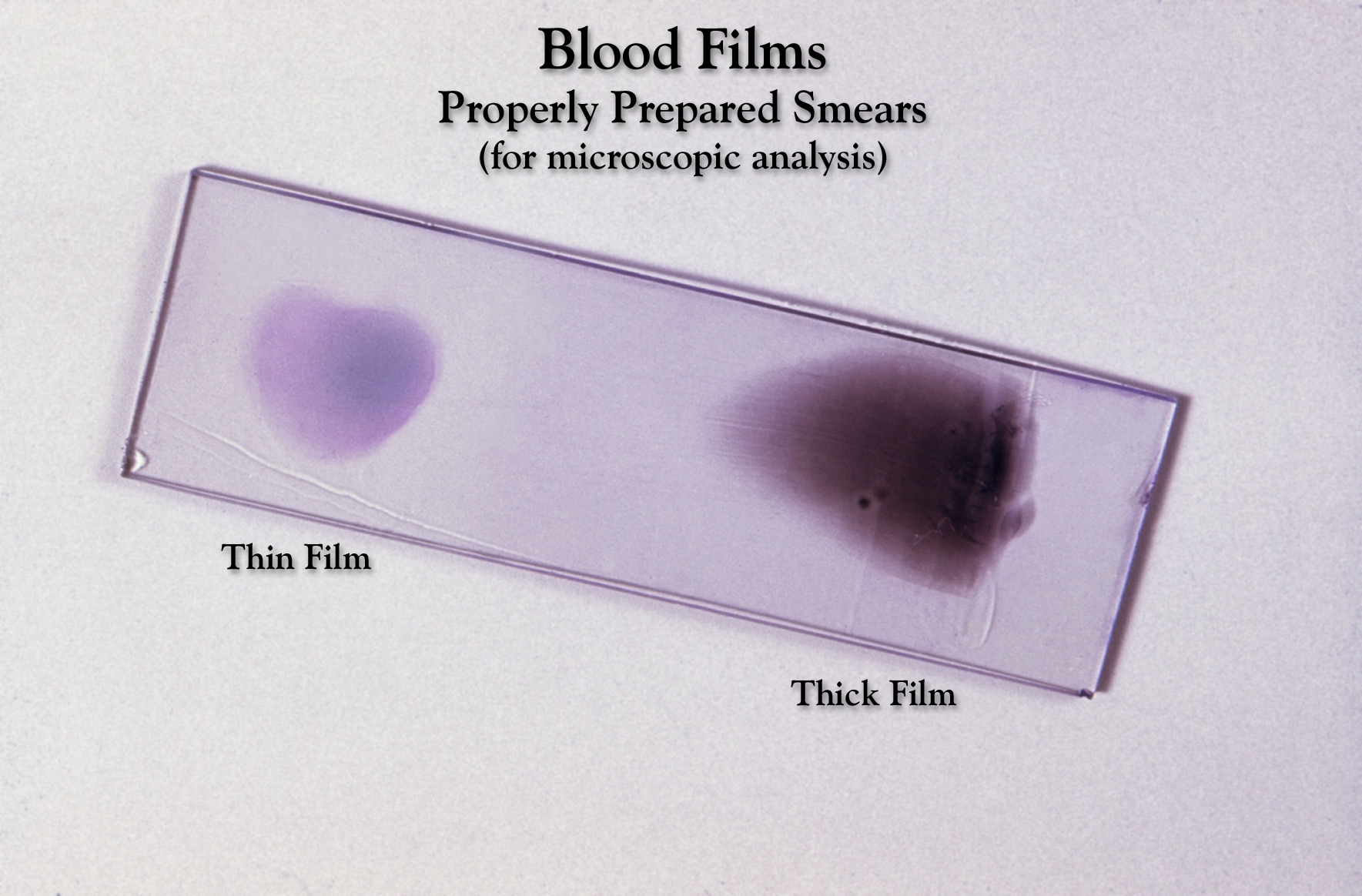
Deux frottis sanguins colorés au Giemsa, un fin et un plus épais.

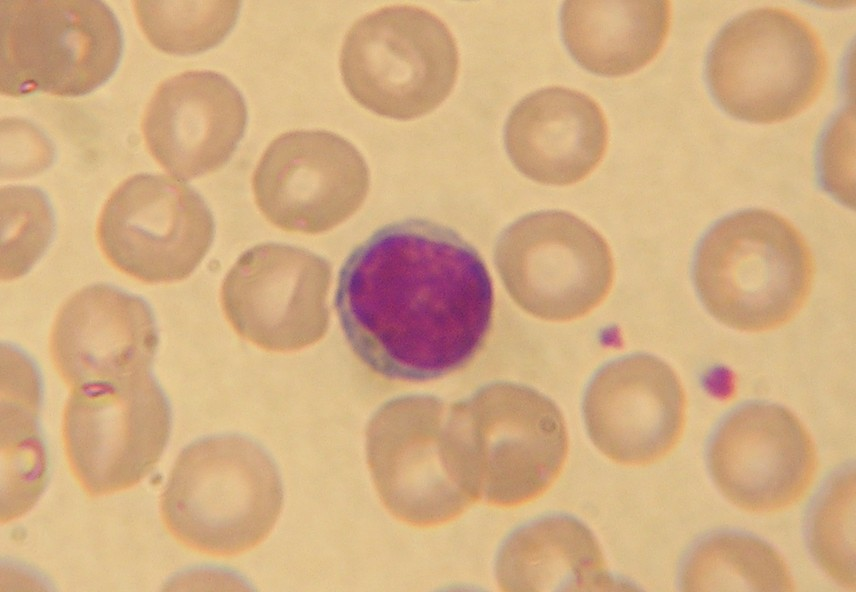
La coloration au giemsa d'un frottis sanguin permet d'identifier un lymphocyte

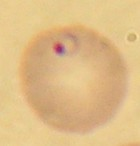
Plasmodium falciparum (dans une hématie humaine) Coloration de May-Gründwald Giemsa

Un frottis sanguin est du sang étalé sur une lame de microscope, dans le but d'observer ses cellules et aussi les dénombrer. Le frottis doit subir une coloration pour révéler certaines cellules qui sans cela seraient transparentes, donc non visibles. Il permet également de repérer un éventuel parasite dans le sang comme l'agent du paludisme, le Plasmodium falciparum.

## Principe
Étaler une goutte de sang uniformément sur une lame de verre, de manière à obtenir une seule couche de cellules.
Après coloration et fixation, on pourra effectuer l'étude morphologique des éléments figurés du sang, et déterminer s'il y a anomalies de présence, d'aspect ou de nombre de cellules.

## Technique
- Marquer la lame de verre (environ 2 × 5 cm)
- Déposer une petite goutte de sang à 1 cm du bord de la lame, à l'aide d'un tube capillaire
- Placer le bord de l'étaleur en contact avec la lame, puis entrer en contact avec la goutte de sang (incliner l'étaleur à 45°)
- Laisser le sang s'étaler le long de l'arête de l'étaleur
- Pousser l'étaleur rapidement, régulièrement, et sans trop appuyer, tout en gardant la même inclinaison
- Soulever progressivement l'étaleur, en fin d'étalement. Le frottis doit s'arrêter à environ 1 ou 2 cm de l'autre extrémité de la lame.
- Sécher immédiatement le frottis, par agitation à l'air.